# Segundo de Villarreal
Segundo José de la Encarnación Villarreal Rivera (La Villa de Los Santos; finales de marzo de 1760 - La Villa de Los Santos; diciembre de 1824), fue un prócer y militar originario del istmo de Panamá, y colaboró decisivamente en el Primer Grito de Independencia en la Villa de Los Santos, el 10 de noviembre de 1821.

## Biografía
Fue hijo de Luciano de Villarreal y María de las Mercedes Rivera, originarios del pueblo de La Villa de Los Santos. Era conocido por ser un importante comerciante y tener varias haciendas en la región, por lo que en 1810 ejerció el cargo de alcalde de La Villa con el cargo de capitán. Ejerció varios cargos públicos, como el de oficial de Hacienda en 1812 y miembro del Colegio Electoral en 1821 (que presidía en ese entonces el coronel José de Fábrega).
Durante el 10 de noviembre de 1821, fue quien organizó al pueblo para la emancipación de los españoles. En este punto, se hace mención a la figura semilegendaria de Rufina Alfaro, quien notificó a Villarreal del estado del cuartel central del pueblo. Viendo que éste se encontraba descuidado, los pobladores rodearon el cuartel e hicieron rendir sin derramamiento de sangre a la guarnición española.
Luego de instalado el cabildo independiente ese mismo día, fue nombrado comandante de armas con el grado de coronel y al día siguiente fue nombrado gobernador político y militar a petición popular. Una vez consumado el fin de la colonia española en el istmo panameño, Segundo de Villarreal solicitó al gobierno colombiano en marzo de 1822 el reconocimiento por sus servicios prestados, por lo que fue nombrado comandante de milicias del cantón de Los Santos.
Contrajo matrimonio por primera vez con María De Villamar, de quien enviudó y posteriormente se casó con Juana Bautista Sánchez. No tuvo hijos con ningún matrimonio.
Fallecería poco después en 1824.